# HD 202287
HD 202287，又名CD-3614699，SAO 212843、HR 8124，是一颗恒星，视星等为6.12，位于銀經7.57，銀緯-43.81，其B1900.0坐标为赤經21h 9m 33.3s，赤緯-36° -43.81′ 32″。